# Ole Nydahl

Lama Ole Nydahl (Copenhague, 19 de marzo de 1941) es un maestro budista de la escuela Karma Kagyu de budismo tibetano. En 1970 comenzó a viajar con su esposa Hannah por el mundo dictando conferencias y fundando centros de meditación del «Budismo Camino del Diamante», una organización conformada por laicos que funciona bajo la guía espiritual de XVII Karmapa Thaye Dorje del budismo tibetano. Nydahl es autor de 11 libros.

## Formación
Nació en 1941 en Dinamarca, en su niñez con frecuencia tenía sueños y recuerdos de combates con soldados chinos, en los que protegía a la población civil del este del Tíbet.
Después de su servicio militar, finalizó su carrera de filosofía en la Universidad de Copenhague. Posteriormente estudió inglés y alemán en diferentes países. Más adelante, empezó a hacer su doctorado sobre Aldous Huxley y pronto se convirtió en un exponente europeo de la cultura de los años 60.
El primer maestro del Lama Ole Nydahl fue Lopon Tsechu Rinpoche. En diciembre de 1969 Ole Nydahl y su difunta esposa Hannah conocieron al XVI Karmapa, Rangjung Rigpe Dorje, un reconocido yogui y líder de la escuela Kagyu. La pareja se cuenta entre los primeros estudiantes occidentales del XVI Karmapa. Nydahl también fue alumno de Shamar Rinpoche.
El título de «lama» detentado por Ole Nydahl ha sido certificado por Shamar Rinpoche, el segundo lama de la jerarquía kagyupa.

## Actividades
El XVI Karmapa le pidió al matrimonio Nydahl que ayudará a llevar las enseñanzas del budismo a Occidente, tras lo cual Ole Nydahl comenzó a dar conferencias sobre budismo tibetano y a organizar los primeros centros en su natal Dinamarca, y más tarde en Alemania. Actualmente los centros operan bajo el nombre «Budismo Camino del Diamante», bajo la dirección práctica de Ole Nydahl. En enero de 2008 existían registrados unos 568 centros ubicados en Europa, Rusia, las Américas, y Australia. Nydahl ha visitado sus centros regularmente, dando charlas y cursos de meditación sobre temas como, el Mahamudra (o Gran Sello, en español) y Phowa (práctica de la muerte consciente o transferencia de la conciencia al momento de la muerte, en español).
En sus centros se utilizan meditaciones y material sobre diversos aspectos del budismo, traducidos a diversos idiomas occidentales y al ruso, entre otros.

## Nydahl y la elección del XVII Karmapa
Junto al XIV Shamarpa, Ole Nydahl es uno de quienes apoyaron a Thaye Dorje en la Controversia del Karmapa, reconociéndole como XVII Karmapa. Nydahl  asegura que el dalái lama no estaría calificado para reconocer a la autoridad máxima de la escuela Kagyu del budismo tibetano, que es un linaje independiente y más antiguo que el Gelug. Su santidad, el XIV Dalái lama finalmente reconoció a Ogyen Trinley Dorje como el XVII Karmapa, tras la solicitud de lamas kagyupas, entre ellos, Situ Rinpoche y Gyaltsab Rinpoche.

## Controversias
Según Oliver Freiberger, profesor asistente de la Universidad de Texas en Austin, hay una «controversia en curso» sobre Ole Nydahl, cuyas aseveraciones y actividades ofenden a algunos budistas quienes afirman que su conducta no es apropiada para un maestro budista. «Nydahl ha sido acusado no solo de hablar en un tono militarista, sino también de ser derechista, racista, sexista y hostil a los extranjeros. Sus actividades poco comunes, como salto el puenting, manejar motocicletas a alta velocidad y el paracaidismo, también ha disgustado a algunos budistas que no son sus seguidores, ya sean dentro de la escuela Kagyu o no».
Nydahl ha expresado puntos de vista muy negativos contra el islam y los musulmanes. En una entrevista publicada afirmó: «Tengo dos miedos sobre la situación mundial: la sobrepoblación y el Islam. Esas dos cosas pueden destruir el mundo, el cual de otra forma sería un hermoso lugar». «Podemos tratar de civilizarlos. Es decir, el mundo islámico y la opresión de la mujer, los hombres que oprimen a las mujeres probablemente serán mujeres oprimidas en su próxima vida». Martin Baumann, profesor de la Universidad de Berna, Suiza, remarcó en una entrevista de 2005 que los críticos acusan a Ole Nydahl de enseñar un «budismo instantáneo o light y que él coincide con ellos cuando escucha sus frases alarmantemente superficiales». Nydahl ha afirmado: «En serio, espero que no estemos perdiendo la libertad de expresión en este momento, que no estemos perdiendo la capacidad de decir lo que pensamos, incluso si pisamos la mano de algunos señores del Oriente Próximo a los que les gusta golpear a sus esposas o apedrearlas».
Nydahl dice que él no realiza comentarios políticos en su calidad de lama, sino como un «ser humano responsable y pensante», y que nadie puede hacer estas declaraciones desde una perspectiva budista, porque el Buda Sakyamuni no hizo comentarios sobre ideas religiosas surgidas siglos después de su muerte. También distingue a las corrientes islámicas mayoritarias de los musulmanes sufis o bahá'ís. 
Preguntado sobre si la tarea de un maestro budista es involucrarse en asuntos políticos y sociales, Nydahl respondió: «...si las personas que pueden ver más allá no hablan, están evadiendo su responsabilidad. Yo siempre digo, no tengo que ser popular, pero tengo que ser correcto». Agregando que: «... el maestro debe actuar de la misma forma que habla. No debe simplemente evitar temas conflictivos, sino apuntar a las causas de posibles problemas en el futuro como la sobrepoblación en los ghettos y los países pobres, y el crecimiento del Islam. Si el maestro siempre se expresa dulcemente, no está protegiendo a sus estudiantes. Debe estar dispuesto a ofender algunos, esa es su responsabilidad».
Entre finales de 1999 y abril de 2000 hubo una controversia pública entre la Unión Budista Alemana y la rama alemana del «Budismo Camino del Diamante», que era una organización miembro de la Unión. Debido a la actitud despectiva de Nydahl hacia el Islam, sus declaraciones políticas, su manera de expresarse y presentarse y sus relaciones con las mujeres, hubo llamados a la expulsión de la organización de Nydahl de la Unión. La disputa se resolvió en una reunión entre las dos organizaciones el 4 de octubre de 2000; aunque las diferencias eran claras, acordaron trabajar juntos. La sucursal alemana de «Budismo Camino del Diamante» (Buddhistischer Dachverband Diamantweg) siguió siendo miembro de la Unión Budista Alemana. En 2019 hubo nuevas discusiones y una solicitud para excluir a la organización de Ole Nydahl de la Unión Budista Alemana (DBU), basada en las declaraciones de Nydahl sobre el Islam. Los miembros de la DBU estaban preocupados por el posible daño a la reputación, y la sucursal alemana de «Budismo Camino del Diamante» decidió abandonar la DBU.

## Vida privada

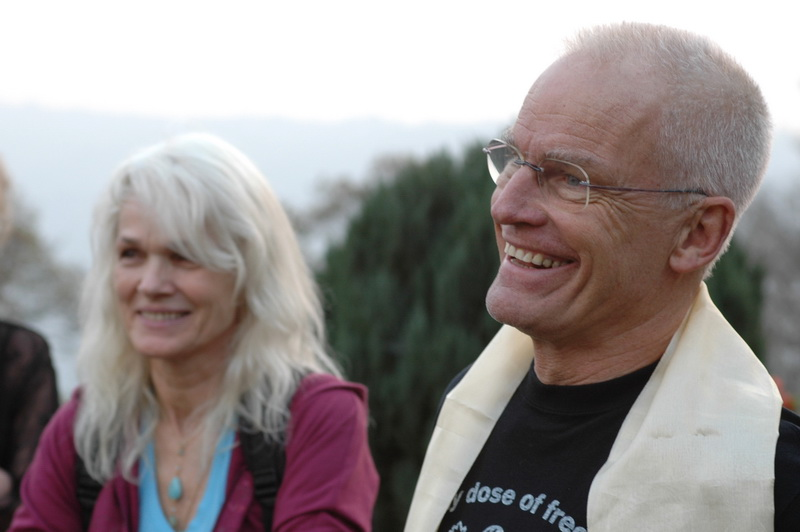
Ole Nydahl junto a su esposa Hannah en 2006

Ole Nydhal conoció a su futura esposa Hannah cuando él tenía 10 años y ella cinco. Se volvieron a encontrar poco después de que Nydhal saliera del ejército. Hannah Nydahl falleció de cáncer de pulmón en 2007.
Nydahl es un entusiasta paracaidista. En julio de 2003, en su salto número 81 sufrió un accidente al no abrirse su paracaídas, por lo que cayó a tierra en caída libre. Nydahl se recuperó de las heridas sufridas en el accidente.  
En 2014 Nydahl se casó con Alexandra Muñóz Barbosa en el centro del «Budismo Camino del Diamante» de Copenhague; la pareja se divorció en 2017.
El 31 de agosto de 2019, Ole Nydahl y Anne Behrend se casaron en el centro «Budismo Camino del Diamante» de Těnovice, República Checa.
En una entrevista en 2017, Nydahl mencionó que había tenido dos hijos.

## Publicaciones
Ole Nydahl ha escrito varios libros en inglés y alemán, algunos de los cuales han sido traducidos al español: 
- Cuando el pájaro de hierro vuele...: tres años con los Budas del techo del mundo. Ole Nydahl. Bogotá: Edit. Garuda., 1979. ISBN 958-95351-2-7
- Ngöndro: las cuatro prácticas preliminares. Ole Nydahl, trad. de Iris Hoogesteijn. Bogotá: Edit. Garuda, 1993. ISBN 958-95351-4-3
- El Camino del Diamante: treinta años de riesgos y alegrías trayendo el budismo tibetano a occidente. Ole Nydahl. Bogotá: Edit. Garuda., 2002. ISBN 958-95351-3-5
- Puenting de sabiduría: el budismo Camino del Diamante en preguntas y respuestas. Ole Nydahl. Gdansk, 2003. ISBN 83-909085-0-6
- Las cosas como son: una enseñanza que nos ilumina y transforma. Ole Nydahl. México: Libros & Libros, 2004. ISBN 970-94105-6-3. Edición actualizada: Las cosas como son: una introducción contemporánea a las enseñanzas del Buda. Ole Nydahl. Guatemala: Buddhismus Stiftung Diamantweg, 2012.
- El buda y el amor: La sabiduría del budismo sobre el amor y la relación de pareja. Ole Nydahl. Perú. Editorial Planeta, 2009. ISBN 978-9972-239-66-3.
- El Gran Sello: Espacio y alegría ilimitados. La visión del Mahamudra en el budismo del Camino del Diamante. Ole Nydahl. Guatemala: Tipos Diseño, 2011. ISBN 99922-799-3-1
- Sin temor a la muerte: La sabiduría que nos ofrece el budismo sobre el arte de morir. Ole Nydahl. Guatemala: Buddhismus Stiftung Diamantweg, 2015.

En inglés:
- Entering the Diamond Way: My Path Among the Lamas. Blue Dolphin Publishing (1985). ISBN 978-0-931892-03-5
- Ngondro: The Four Foundational Practices of Tibetan Buddhism. Blue Dolphin Publishing (1990). ISBN 978-0-931892-23-3
- Mahamudra: Boundless Joy and Freedom. Blue Dolphin Publishing (1991). ISBN 978-0-931892-69-1
- Riding the Tiger: Twenty Years on the Road - Risks and Joys of Bringing Tibetan Buddhism to the West. Blue Dolphin Publishing (1992). ISBN 978-0-931892-67-7
- The Way Things Are: A living Approach to Buddhism for today's world. Blue Dolphin Publishing (2008) ISBN 978-0-931892-38-7
- The Great Seal: Limitless Space and Joy - The Mahamudra View of Diamond Way Buddhism. Fire Wheel Publishing (2004). ISBN 0-9752954-0-3
- The Way Things Are: A living Approach to Buddhism. O Books (2008) 2nd Extended edition. ISBN 978-1-84694-042-2
- Buddha and Love: Timeless Wisdom for Modern Relationships. Brio Books (2012). ISBN 978-1937061845
- Fearless Death: Buddhist Wisdom on the Art of Dying. Brio Books (2012). ISBN 978-1937061098

En alemán:
- Die Buddhas vom Dach der Welt, Eugen Diederichs Verlag, München 1986, ISBN 3-424-00664-5; Aurum im Kamphausen Verlag, Bielefeld 2003, ISBN 3-89901-023-X
- Mahamudra. Freude und Freiheit grenzenlos. Joy_Verlag, Oy-Mittelberg 1988, ISBN 3-9801624-3-5
- Der buddhistische Weg. Hörkassette, perspectiva GmbH, Mai 1997, ISBN 3-03770-058-0
- Das große Siegel. Die Mahamudra-Sichtweise des Diamantweg-Buddhismus. Joy-Verlag, Oy-Mittelberg 1998, ISBN 3-928554-30-1; Droemer/Knaur, München 2006, ISBN 3-426-87292-7
- Die Vier Grundübungen. Joy-Verlag, Oy-Mittelberg 2000, ISBN 3-928554-32-8
- Über alle Grenzen. Wie die Buddhas in den Westen kamen. Joy-Verlag, Oy-Mittelberg 2002, ISBN 3-928554-02-6; Kamphausen, Bielefeld 2005, ISBN 3-89901-053-1
- Wie die Dinge sind. Eine zeitgemäße Einführung in die Lehre Buddhas. Joy-Verlag, Oy-Mittelberg 2002, ISBN 3-928554-13-1; Droemer/Knaur, München 2004, ISBN 3-426-87234-X
- Der Buddha und die Liebe. Knaur, München 2005, ISBN 3-426-66692-8
- Vom Reichtum des Geistes. Buddhistische Inspirationen. Knaur MensSana, München 2006, ISBN 3-426-66590-5
- Nützlich sein. Aurum Verlag im J. Kamphausen Verlag, Bielefeld 2011, ISBN 978-3-89901-410-5
- Von Tod und Wiedergeburt. Knaur MensSana, München 2011, ISBN 978-3-426-66598-5